# Eiga Doraemon: Nobita no ningyo taikaisen
Eiga Doraemon: Nobita no ningyo taikaisen (映画ドラえもん のび太の人魚大海戦?), anche conosciuto come Doraemon the Legend 2010, è un film d'animazione del 2010 diretto da Kôzô Kuzuha.
Si tratta del trentesimo film di Doraemon. È stato distribuito nelle sale giapponesi il 6 marzo 2010. Il 9 dicembre 2010 il film è stato distribuito anche in alcuni cinema di Singapore in lingua cinese.

## Trama
Nobita chiede a Doraemon di portarlo in un posto in cui possa nuotare. Come risultato di questa richiesta Doraemon si vede costretto ad utilizzare numerosi gadget per rendere possibile per entrambi di nuotare in un oceano immaginario al di sopra del livello del mare. Inavvertitamente una sirena finisce nel giardino di Nobita, quando l'illusione dell'oceano viene spenta. Il nome della sirena è Sophia, ed è la principessa di un'antica civiltà subacquea. Doraemon, Nobita, Shizuka, Gian e Suneo rapidamente diventano suoi amici e Sophia li invita a visitare il suo regno. Tuttavia mentre si trovano li, il gruppetto si trova coinvolto in un conflitto fra le sirene ed una tribù rivale, che li ha allontanati dal loro pianeta natale migliaia di anni fa. Doraemon, Nobita e gli altri decidono di aiutare Sophia a trovare la leggendaria spada che può riportare la pace nei regni marini.

## Colonna sonora
Sigla di apertura
- Yume o Kanaete Doraemon (夢をかなえてドラえもん?) cantata da MAO

Sigla di chiusura
- Kaeru Basho (手をつなごう?) cantata da Thelma Aoyama[4]